# Candimulyo (Dolopo)
Candimulyo is een bestuurslaag in het regentschap Madiun van de provincie Oost-Java, Indonesië. Candimulyo telt 4421 inwoners (volkstelling 2010).